# Randig jordloppa
Randig jordloppa (Phyllotreta nemorum) är en skalbaggsart som först beskrevs av Carl von Linné 1758.  Randig jordloppa ingår i släktet Phyllotreta, och familjen bladbaggar. Arten är reproducerande i Sverige.

## Bildgalleri

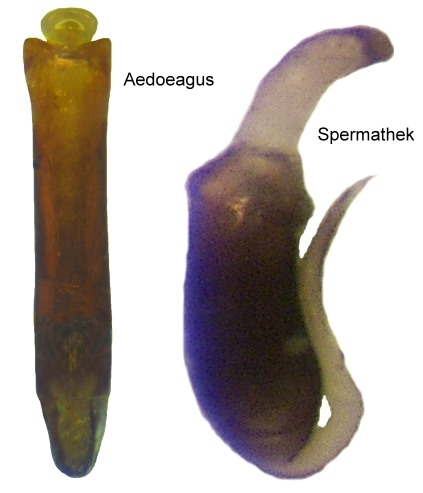